# Maison forte de Clérivaux
La Maison forte de Clérivaux est une maison forte de laquelle la construction remonte au XIIIe siècle. Elle est située dans l'ancien domaine de seigneurs de Clérivaux, dit Vieux Châtillon, actuellement sur la commune de Châtillon-Saint-Jean dans le département de la Drôme.
Il s'agit de l'un des édifices les plus anciens de cette commune.

## Histoire
L'origine de l'établissement remonte à la fin du XIIe siècle ou au début du XIIIe siècle. En tant que propriétaire, les noms de Guiffrey ainsi que de Salvaing se trouvent.
Au XVIe siècle, Humbert Peloux, avocat fameux auprès du parlement de Grenoble, devint le propriétaire de la maison, seigneur de Clerivau(x), en la transformant en manoir selon le goût à l'époque. Il fut anobli en 1598 par une lettre patente. Son épouse Magdeleine Berger donna naissance à Charles du Peloux, également avocat célèbre du même parlement. Après lui avoir succédé, son fils Joseph du Peloux Clérivau(x) sélectionna enfin une vie dans l'ordre ecclésiastique. De sorte que la maison Du Peloux-Clérivaux ne comptait que trois générations.   
Sans héritier masculin direct, il est probable que la maison forte fut transmise à la fille de Charles, Virgine du Peloux Clérivaux. C'est vraisemblablement la raison pour laquelle son premier époux Joseph Béatrix-Robert de Saint-Germain devint propriétaire de cet établissement. En secondes noces, Virgine épousa Jean-Pierre de Portes. Cette fois-ci, la propriété fut transférée à la maison de Béatrix-Robert de Saint-Germain, qui acquit pareillement le fief de Châtillon-Saint-Jean.   
Le couple Josquin, occupant actuel, acquit dans les années 1970 cet établissement historique et abandonné, afin de le restaurer.

## Établissement actuel
Il s'agit actuellement d'un établissement privé, mais afin de contribuer au tourisme de la commune.